# İctimai Televiziya
İctimai Televiziya (tiếng Azerbaijani: İctimai Televiziya [itʃtimɑˈi teleˈvizijɑ], "Truyền hình Công cộng"), viết tắt là İTV, là một đài truyền hình công cộng ở Azerbaijan. İctimai Televiziya được thành lập vào đầu năm 2004, và bắt đầu phát sóng vào ngày 29 tháng 8 năm 2005, trở thành đài truyền hình công cộng độc lập đầu tiên ở Azerbaijan. Kênh có trụ sở tại Baku.

## Tổ chức
İTV chủ yếu được tài trợ thông qua quảng cáo và các khoản thanh toán của chính phủ. Luật tháng 1 năm 2004 về việc thành lập kênh kêu gọi tài trợ từ phí giấy phép truyền hình bắt đầu bắt đầu từ tháng 1 năm 2010, nhưng cho đến tháng 6 năm 2023, luật này hiện vẫn chưa được thực hiện.
Đài được điều hành bởi Công ty Phát thanh và Truyền hình Công cộng (tiếng Azerbaijani: İctimai Televiziya və Radio Yayımları Şirkəti), bao gồm một hội đồng gồm chín thành viên được Tổng thống Azerbaijan phê chuẩn và một tổng giám đốc do hội đồng bầu ra và cũng được phê chuẩn bởi Tổng thống.
Công ty này cũng sở hữu đài phát thanh công cộng İctimai Radio, bắt đầu buổi phát thanh đầu tiên vào ngày 10 tháng 1 năm 2006. Sự sắp xếp này, cùng với việc tài trợ liên tục của nhà nước, đã bị các tổ chức phi chính phủ phê phán với lý do rằng kênh này có thể liên kết quá chặt chẽ với chính phủ để có thể hoàn toàn độc lập và không thiên vị quá mức.

## Các chương trình của đài
İTV chính thức trở thành thành viên của Liên minh Phát thanh Châu Âu vào ngày 5 tháng 7 năm 2007, cho phép nó tham gia vào các sự kiện như Eurovision Song Contest, lần đầu tiên nhà đài tham gia vào năm 2008. Sau chiến thắng của Azerbaijan trong Eurovision Song Contest 2011, İTV đã tổ chức cuộc thi năm 2012 tại Baku.
İTV ban đầu sẽ tổ chức Eurovision Dance Conest lần thứ ba tại Baku vào năm 2009, nhưng sự kiện này đã bị hoãn lại nhiều lần và cuối cùng bị hủy bỏ do có quá ít người tham gia.